# Holly Madison
Holly Cullen (Astoria, Oregón, 23 de diciembre de 1979), más conocida como Holly Madison, es una modelo, empresaria y escritora estadounidense. 
Es la expresidenta de la Mansión Playboy y novia del fallecido propietario y fundador de Playboy, Hugh Hefner, hasta octubre de 2008, cuando esta decidió romper la relación.Más conocida como personaje de televisión, Holly se hizo famosa gracias al programa de telerrealidad Girls of the Playboy Mansion, retransmitido en Estados Unidos por el canal E!. En 2009, ella apareció como concursante en la octava temporada de Dancing with the Stars. En 2010, comenzó a grabar la primera temporada de su propio reality denominado Holly's World y a principios del 2011 se transmitió a través de la cadena E! la segunda temporada del mismo.

## Biografía
Holly nació en Astoria, Oregón, y poco tiempo después se mudó con su familia a la Isla Príncipe de Gales en Alaska, donde vivió durante varios años, volviendo a mudarse de vuelta a Oregón cuando tenía 11 años. Tras terminar el instituto, Holly comenzó a estudiar arte dramático y psicología. Al poco tiempo, en 1999, decidió mudarse a Los Ángeles y continuar allí con sus estudios. Para ganar dinero mientras estudiaba comenzó a trabajar como camarera en un restaurante Hooters en Santa Mónica, California, y a trabajar como modelo de Hawaiian Tropics.

## Carrera

### 2003-2009:The Girls Next Door
Un día mientras estaba trabajando de modelo, fue invitada a la fiesta Midsummer Night's Dream en la Mansión Playboy a la que acudió. Después de ello continuó acudiendo a fiestas en la Mansión y tras un año, en 2001, Hugh Hefner comenzó a interesarse por ella y le pidió una cita. Hugh Hefner decidió que fuese una de sus novias oficiales y le invitó a mudarse junto a él y a las otras siete novias que tenía por aquel entonces a la Mansión Playboy. Holly aceptó y a los pocos días se mudó. Durante unos años siguió siendo una de las novias oficiales de Hugh Hefner, sobreviviendo a las otras siete chicas con las que convivía en un principio. Por su inteligencia y encanto, como ella misma afirma, consiguió seducir a Hugh Hefner y llegar a su corazón hasta el punto de Hugh Hefner afirmó que Holly era el verdadero amor de su vida y su chica número uno[cita requerida]. Holly compartía habitación con Hugh Hefner en la Mansión Playboy, a diferencia de sus otras dos novias en ese momento, Kendra Wilkinson y Bridget Marquardt, que tenían sus propias habitaciones separadas en la Mansión. Además de ser modelo Playboy y de haber aparecido en la revista en varias ocasiones, en 2003 Holly fue Cyber Girl Of The Week para Playboy y aparece en la película Scary Movie 4  junto a sus dos compañeras, las otras dos novias de Hugh Hefner Kendra Wilkinson y Bridget Marquardt, además de haber hecho más apariciones en otras películas y series de televisión estadounidenses. En el pasado, Holly, la exchica número uno de Hugh Hefner, compaginaba su vida en la Mansión Playboy con sus estudios universitarios de Economía. Ella apareció junto con Kendra y Bridget en la edición de noviembre de 2005 de Playboy, en un especial llamado "In The Bed With The Girls Next Door", en septiembre de 2006 y por último en la edición de marzo de 2008. En 2007, apareció en el video musical de Nickelback de "Rockstar", junto con Kendra Wilkinson y Bridget Marquardt.

### Dancing with the Stars
Holly Madison fue elegida para reemplazar el cantante Jewel en Dancing with the Stars y su pareja de baile fue Dmitry Chaplin.

### 2009-2011:Holly's World
Holly Madison protagonizó su propio reality show, Holly's World, que giraba en torno a su vida en Planet Hollywood en Las Vegas. El espectáculo se estrenó el 6 de diciembre de 2009 y tuvo una duración de 2 temporadas exitosas.

### 2009-2012:Peepshow
Holly Madison protagonizó el espectáculo burlesco  Peepshow en  Planet Hollywood en Las Vegas. Ella fue traída para reemplazar Kelly Monaco después de que el contrato de tres meses de Kelly Monaco terminara. Holly Madison también firmó inicialmente un contrato de tres meses, pero debido al éxito del programa, finalmente se extendió a un año completo. Ella actuó como "Bo Peep" y "Ricitos de oro" durante casi cuatro años; Sin embargo, en 2012, dejó el programa debido a su embarazo.

## Vida personal
Un conocido hecho sobre Holly es que odia practicar deporte y hacer ejercicio y le encantan los animales. De hecho tiene cuatro perros llamados Harlow y Panda, dos pomeranios, y Duke y Duchess, dos chihuahuas, además de su segundo amor Coco, una primate que vive en el zoológico de la Mansión. Escribe artículos en una revista de animales llamada The Coolest Little Pet Magazine. Frente a la deuda de la tarjeta de crédito y la posible falta de vivienda, en agosto de 2001, Holly se mudó a la Mansión y se convirtió oficialmente en una de las novias de Hugh Hefner. Hugh Hefner controlaba sus finanzas, imponía un horario estricto y toque de queda, y le negaba las oportunidades de obtener ingresos fuera de la mansión.  En febrero de 2002, después de que se fueron todas sus novias menos dos, Holly se convirtió en su "Chica #1". Durante su tiempo con Hugh Hefner, Holly declaró que quería casarse con él y tener a sus hijos. Sin embargo, durante una entrevista en el almuerzo de  Playmate of the Year  en mayo de 2008, Hugh Hefner declaró: "Amo mucho a Holly y creo que vamos a estar juntos el resto de mi vida, pero el matrimonio no es parte de mi rompecabezas. No es algo personal; simplemente no he tenido mucha suerte con los matrimonios ".  El 7 de octubre de 2008, Holly Madison anunció que su relación con Hugh Hefner había terminado, pero que ella, Bridget Marquardt y Kendra Wilkinson "todavía estaban filmando cosas juntas". En 2009, Holly Madison declaró: "Nunca volveré a salir con nadie. No necesito un hombre. Estoy realmente feliz conmigo misma y con mis amigos ... Estoy enfocada en avanzar en mi carrera. Estoy trabajando en la producción de mis propios programas". "Girls Next Door fue un gran lugar para comenzar, pero fue el programa de otra persona. Estoy lista para seguir adelante". Mantuvo una relación de cuatro meses con el ilusionista Criss Angel pero por tener que trabajar ambos en diferentes lugares decidieron darle fin a la misma. En diciembre de 2009 estuvo saliendo con Benji Madden, guitarrista de la banda de Rock Good Charlotte, pero este romance terminó en enero de 2010. En julio de ese mismo año, Holly Madison comenzó a salir con el guitarrista de All Time Low, Jack Barakat. La rubia fue entrevistada el 9 de diciembre de 2010, y afirmó que su relación "Es sólo un caso de divertirse y no pensar en el futuro." Sin embargo, los representantes de la estrella confirmaron a la revista People el 21 de marzo de 2011 que Holly Madison y Jack Barakat
habían roto después de casi diez meses de noviazgo. Al parecer, la decisión fue mutua y amistosa. En el 2012, Holly anunció que estaba embarazada, debido a esto se retiró de Peepshow donde fue remplazada por la voluptuosa esposa del rapero Ice T, Nicole "Coco" Austin. Ella junto con su pareja, Pasquale Rotella, tuvieron una niña durante el mes de marzo del 2013. La pequeña recibió el nombre de Rainbow Aurora Rotella. La primera foto fue publicada en la revista In Touch, donde la exconejita defendió el "colorido" nombre de su hija. Afirmó que se inspiró en el nombre de una compañera de colegió que se llamaba Rainbow y ella envidiaba este nombre único y especial. Aseguró que si lo peor que le pasaría a su hija es que se burlarían de ella por su nombre. Holly Madison y Pasquale Rotella se casaron en Disneyland el 10 de septiembre de 2013 con Bridget Marquardt como dama de honor, y residen en Las Vegas, Nevada. Holly Madison dio a luz a su segundo hijo,
Forest Leonardo Antonio Rotella en agosto de 2016. Pasquale Rotella y Holly Madison se separaron el 25 de septiembre de 2018. En febrero de 2019, se finalizó el divorcio.

## Filmografía

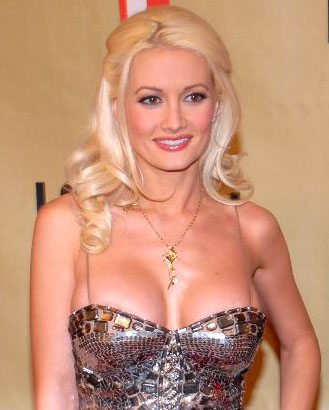
Holly Madison, 2008

### Cine
- The House Bunny (2008) - Ella misma
- Beneath The Surface (2006) - Kat.
- Scary Movie 4 (2006) - Blonde #3.
- The Last Broadcast (1998) - Miss Lady Bright Eyes.
- The Telling (2009)- Ella misma

### Televisión
- MTV Cribs - episodio 31: "Playboy Mansion".
- Viva La Bam - episodio: "Driveway Skatepark" (2004).
- The Bernie Mac Show - episodio: "The Talk" (2004).
- The Girls Next Door - (2005-2008).
- Curb Your Enthusiasm - episodio: "The Smoking Jacket" (2005) - Holly.
- Entourage - episodio: "Aquamansion" (2005) - Playmate.
- Robot Chicken - episodio: "Drippy Pony" (2006).
- The Apprentice: Los Angeles - episodio: "Pink is the New Black" (2007).
- General Hospital (29 de agosto de 2007).
- Celebrity Family Feud (1 de julio de 2008).
- Holly's World (2010-2011).
- CSI: Crime Scene Investigation - episodio: "Pool Shark" (2010)
- When I Was 17 - 1 episodio (2010)
- “Holly Has a Baby”! (2013)
- Lethally blonde (2024)